# 萧本元

中晚年的萧本元

萧本元（1895年6月19日—1990年4月18日），又作肖本元，字士先，云南祥云人，国民革命军军事人物。
生于祥云县刘厂乡张厂村，曾就读于云南省立第二中学（现大理一中），1919年7月考入云南陆军讲武学校第十五期步兵科。1921年12月讲武学校毕业后在云南陆军见习，此后历任靖国军总司令部近卫大队军士队第2连少尉连附、云南陆军近卫步兵第4团第3营第11连少尉排长、云南陆军近卫军补充队第4大队第6中队中尉中队附兼分队长、云南陆军近卫步兵第4团第3营第9连上尉连长等职。“二六”事变唐继尧下台后，所部扩编为国民革命军第三十八军第三师步兵第十三团第一营，升任少校营长。1928年4月升任第99师步兵第5旅第10团中校团附， 1930年10月调任磨黑盐场场长，1931年4月调升讨逆第十路军步兵第3旅步兵第7团（1935年2月所部改称剿匪第2路军步兵第3旅步兵第5团）上校团长，1937年6月所部改称陆军独立第23旅步兵第5团，仍任上校团长。全面抗战爆发后，萧本元于1937年8月30日升任第183师步兵第541旅上校副旅长，1938年6月兼任第60军补充兵第6团团长，8月调升第184师步兵第544旅少将旅长，11月升任第184师少将副师长，1939年10月调任第一集团军总司令部兵站分监部少将分监，1942年10月调任陆军第58军新编第10师师长，率部参加徐州会战、常德会战、长衡会战，1945年10月在南昌接受日军投降。1946年6月所部整编为陆军第五十八师新编第十旅，仍留任少将旅长。1948年4月升任整编第58师少将副师长，6月2日在宛东战役中被俘，8月被释放后进入中央训练团受训，1949年2月结业后派任国防部少将部员（派第1陆军训练处服务），辞职回滇后于1949年6月应卢汉之邀出任云南绥靖公署少将高级参谋，1949年12月9日随部参加云南起义。1950年2月入中国人民解放军西南军政大学云南分校高级研究班学习。1951年任西南军区第二速成中学军事教员。1955年1月转业到云南省人民政府文史研究馆任馆员。1956年10月加入民革。“文化大革命”中曾受到冲击。1990年4月18日在云南昆明病逝，享年94岁。